# Frank Henry Cooney

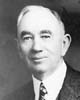
Frank Henry Cooney.

Frank Henry Cooney, född 31 december 1872 i Ontario, Kanada, död 15 december 1935 i Great Falls, Montana, var en kanadensisk-amerikansk politiker och affärsman. Han var guvernör i delstaten Montana från 1933 fram till sin död.
Cooney var uppvuxen i Ontario. Han flyttade 1891 till Butte och grundade tre år senare tillsammans med sin bror företaget Cooney Brothers.
Cooney valdes 1932 till viceguvernör i Montana som demokraternas kandidat. En kort tid efter att han tillträdde som viceguvernör fick han efterträda delstatens guvernör John Edward Erickson som i sin tur tillträdde som ledamot av USA:s senat. Cooney avled i ämbetet och efterträddes av Elmer Holt.
Cooneys grav finns på St. Mary Cemetery i Missoula.